# John Beck (acteur)
John Beck (Joliet (Illinois), 28 januari 1943) is een Amerikaans acteur. Hij is het meest bekend voor zijn rol van Mark Graison midden jaren tachtig in topserie Dallas. 

## Biografie
Beck groeide op in Chicago en wilde dierenarts worden tot zijn leraars hem overtuigden om acteerles te volgen. Op 19-jarige leeftijd verhuisde hij naar Los Angeles en speelde aanvankelijk in reclamespots voor televisie. Zijn eerste televisieoptreden was in 1965 in een aflevering van I Dream of Jeannie. Er volgden andere gastrollen in grote series als Bonanza, Mission: Impossible en Hawaii Five-O. 
In 1977 speelde hij de hoofdrol in de film The Other Side of Midnight. Ondanks het feit dat de film een flop werd zijn prestatie opgemerkt door andere filmmakers. Na jaren bijrollen te spelen kreeg hij in 1981 een grote rol in de soap Flamingo Road die echter slechts twee seizoenen liep, hij speelde er Sam Curtis. In 1983 ging hij Mark Graison spelen in televisiehit Dallas. Na anderhalf seizoen verliet hij de serie en zijn personage overleed. In 1985 keerde hij terug, het bleek dat Mark zijn eigen dood geënsceneerd had om een remedie te vinden tegen een ziekte waaraan hij leed. Hij werd de verloofd van Pamela. Nadat Patrick Duffy in 1985 besloot om terug te keren naar de show moesten de schrijvers ook hem uit de doden laten opstaan zoals Mark één seizoen eerder. Er werd niets anders op gevonden dan dat Pamela het hele seizoen gedroomd had waardoor de verrijzenis van Mark meteen ongedaan gemaakt werd en Beck voorgoed klaar was met Dallas.
- Bibsys: 7056889
- Biblioteca Nacional de España: XX1540716
- Bibliothèque nationale de France: cb14037811w (data)
- Catàleg d'autoritats de noms i títols de Catalunya: 981058511484306706
- Gemeinsame Normdatei: 1101229268
- International Standard Name Identifier: 0000 0001 0863 4698
- Library of Congress Control Number: no2001096547
- Nationale Bibliotheek van Tsjechië: xx0150429
- Nationale Bibliotheek van Israël: 987007342990605171
- Système universitaire de documentation: 094345031
- Virtual International Authority File: 2671311
- WorldCat: E39PBJwtryTkgRHgRyMwpMtHYP